# Roland Graeter
Roland Graeter (* 31. August 1954 in Stuttgart) ist ein deutscher Musiker, Komponist, Künstler und Initiator des Musikmarathons 2011. 

## Leben
Schon während seiner Jugend und im Architekturstudium spielte Musik eine zentrale Rolle im Leben Graeters. Davon zeugen 14 Jahre Cello-Unterricht, intensives Selbststudium und Stimmbildung bei Dietburg Spohr und Stefanie Haas. Nach dem Diplom an der Universität Stuttgart begann Greater 1980, sich konsequent mit Improvisation für Stimme und Cello auseinanderzusetzen.
Ab 1985 folgten Soloauftritte in Europa und den USA. In Duos trat er unter anderem mit Rainer Bürck, Dietburg Spohr, Phil Minton, Barre Phillips, Jean-Marc Montera auf. Von 1998 bis Mitte 2008 lebte Roland Graeter in der Provence (Südfrankreich) und formte dort aus einer Bauernhaus-Ruine eine sensible Architektur aus Glas, Stahl und Naturstein als Begegnungsstätte für Musiker. Dort hatte er im September 2008 die Idee zum Projekt Musikmarathon 2011, den Graeter seither vorbereitet. 2011 nahm er an den Castings zu Das Supertalent teil, kam aber nach dreifachem ablehnenden Votum nicht ins Halbfinale.

## Musikalische Arbeit
Das Zentrum Graeters musikalischer Arbeit ist die Idee des Duos mit sich selbst. Seine Musik schöpft aus dem Spiel zwischen Verzahnung und Unabhängigkeit von Stimme und Cello. Für Graeter gibt es architektonischen oder intuitiven Zugang zu Musik. 
Die architektonische Herangehensweise (Komposition, Konzepte) prägt sich wegen ihrer Reproduzierbarkeit besser ins kollektive Bewusstsein ein. Intuitive Musik dagegen ist für ihn ein wacher Rausch lautmalerischer Trance und endet im Vergessen, aber sie schafft auch – wie im Bereich der Sprache die freie Rede – aus dem Moment heraus durchaus Struktur, Form und Sinn.

## Werke
- Musik zur Theaterproduktionen von Bruno Boussagol sombre printemps, Festival von Avignon 1989 und 1991 und Paris 1993
- Musik für Tanz- und Theaterproduktionen in Frankreich 1995
- Chanterellen: Musikperformance mit 10 Musikern zur gleichnamigen CD, Rotebühlzentrum Stuttgart 1998

## Auszeichnungen
- Stipendium der Kunststiftung Baden-Württemberg für improvisierte Musik 1989 und 1992
- Preis Musik Kreativ, Kunsthalle Schirn, Frankfurt am Main, 1993
- Stipendium Künstlerhaus Edenkoben 2001

## Diskografie
- 1990: lose musik
- 1992: nachtgesaenge und ekstasen
- 1995: my seldom greys
- 1997: chanterellen
- 2008: ulmkonzert